# Grande Épreuve
Ne doit pas être confondu avec La Grande Épreuve.
Le terme Grande Épreuve désigne des événements internationaux les plus importants dans le sport automobile de 1906 à 1949. Traditionnellement, ceux-ci comprenaient les Grands Prix nationaux des grandes nations du sport automobile européen, à savoir les Grands Prix de France, d'Italie, de Belgique, d'Espagne, de Grande-Bretagne, d'Allemagne, de Monaco, de Suisse ainsi que les 500 miles d'Indianapolis. Leur classement dans la catégorie des Grandes Épreuves a permis de délimiter des courses moins significatives, dont certaines portaient également le titre de Grand Prix. De 1925 à 1927, puis de 1931 à 1939, les Grandes Épreuves étaient regroupées au sein du Championnat du monde des manufacturiers puis du Championnat d'Europe des pilotes. 

## Grandes épreuves par saison
(en italique, les Grands Prix se déroulant en tant que Grand Prix d'Europe)

### 1906-1914
| Mc | 1906   | 1907   | 1908   | 1912   | 1913   | 1914   |
| -- | ------ | ------ | ------ | ------ | ------ | ------ |
| 1  | France | France | France | France | France | France |

### 1921-1929
| Mc | 1921   | 1922   | 1923     | 1924     | 1925     | 1926            | 1927            | 1928     | 1929   |
| -- | ------ | ------ | -------- | -------- | -------- | --------------- | --------------- | -------- | ------ |
| 1  | France | France | Indy 500 | Indy 500 | Indy 500 | Indy 500        | Indy 500        | Indy 500 | France |
| 2  | Italie | Italie | France   | France   | Belgique | France          | France          | Italie   |        |
| 3  |        |        | Italie   | Italie   | France   | Saint-Sébastien | Espagne         |          |        |
| 4  |        |        |          |          | Italie   | Grande-Bretagne | Italie          |          |        |
| 5  |        |        |          |          |          | Italie          | Grande-Bretagne |          |        |

### 1930-1939
| Mc | 1930     | 1931      | 1932      | 1933     | 1934      | 1935      | 1936      | 1937      | 1938      | 1939      |
| -- | -------- | --------- | --------- | -------- | --------- | --------- | --------- | --------- | --------- | --------- |
| 1  | Belgique | Italie    | Italie    | Monaco   | Monaco    | Monaco    | Monaco    | Belgique  | France    | Belgique  |
| 2  |          | France    | France    | France   | France    | France    | Allemagne | Allemagne | Allemagne | France    |
| 3  |          | Belgique  | Allemagne | Belgique | Allemagne | Belgique  | Suisse    | Monaco    | Suisse    | Allemagne |
| 4  |          | Allemagne |           | Italie   | Belgique  | Allemagne | Italie    | Suisse    | Italie    | Suisse    |
| 5  |          |           |           | Espagne  | Italie    | Suisse    |           | Italie    |           |           |
| 6  |          |           |           |          | Espagne   | Italie    |           |           |           |           |
| 7  |          |           |           |          |           | Espagne   |           |           |           |           |

### 1946-1949
| Mc | 1946        | 1947     | 1948   | 1949            |
| -- | ----------- | -------- | ------ | --------------- |
| 1  | Saint-Cloud | Suisse   | Monaco | Grande-Bretagne |
| 2  | Nations     | Belgique | Suisse | Belgique        |
| 3  | Turin       | Italie   | France | Suisse          |
| 4  |             | France   | Italie | France          |
| 5  |             |          |        | Italie          |